# 1909 год в спорте
Список 1909 год в спорте перечисляет спортивные события, произошедшие в 1909 году.

## Российская империя
- Всероссийский турнир любителей 1909;
- Чемпионат России по конькобежному спорту 1909;
- Чемпионат России по лёгкой атлетике 1909;

## Международные события
- Матч за звание чемпиона мира по шахматам 1909;
- Тур де Франс 1909;

### Чемпионаты Европы
- Чемпионат Европы по конькобежному спорту 1909;
- Чемпионат Европы по фигурному катанию 1909;

### Чемпионаты мира
- Чемпионат мира по тяжёлой атлетике 1909;
- Чемпионат мира по фигурному катанию 1909;

### Футбол
- Чемпионат Уругвая по футболу 1909;
- Созданы клубы:
  - «Авангард» (Мерефа);
  - «Аренас» (Гечо);
  - «Боруссия» (Дортмунд);
  - «Б-1909»;
  - «Болонья»;
  - «Ваттеншайд 09»;
  - «Гайзли»;
  - «Гонвед»;
  - «Данди Юнайтед»;
  - «Делемон»;
  - ЗКС;
  - «Интернасьонал»;
  - «Казале»;
  - «Канн»;
  - «Конкордия» (Пётркув-Трыбунальский);
  - «Коритиба»;
  - «Леванте»;
  - «Любляна»;
  - «Нитра»;
  - «Паулиста»;
  - «Резенди»;
  - «Реус Депортиу»;
  - «Риу-Клару»;
  - «Сан-Мартин» (Тукуман);
  - «Сержипи»;
  - «Скендербеу»;
  - «Слима Уондерерс»;
  - «Соль де Америка»;
  - «Сьон»;
  - «Хакоах» (Вена);
  - «Штурм»;
  - «Эвертон» (Винья-дель-Мар);
  - «Эйндховен»;

#### Англия
- Футбольная лига Англии 1908/1909;
- Футбольная лига Англии 1909/1910;
- ФК «Манчестер Юнайтед» в сезоне 1908/1909;

### Хоккей с шайбой
Созданы клубы:
- «Клагенфурт»;
- «Монреаль Канадиенс»;